# Cheilosia fluvipes
Cheilosia fluvipes är en tvåvingeart som beskrevs av Matsumura 1916. Cheilosia fluvipes ingår i släktet örtblomflugor, och familjen blomflugor. Inga underarter finns listade i Catalogue of Life.